# Музей истории медицины имени Паула Страдыня
Музей истории медицины имени Паула Страдыня (латыш. Paula Stradiņa Medicīnas vēstures muzejs) — музей в Риге (Латвия), один из крупнейших музеев медицины в мире. В экспозиции представлено развитие медицины и фармацевтики с древнейших времен. Отдельный раздел посвящён истории медицины Латвии. Музей находится по адресу: Рига, улица Независимости Украины, 1.
Здание построено по проекту рижского архитектора, академика архитектуры Генриха Шеля в 1875 году в стиле неоренессанса. Для нужд музея передано в 1961 году.

## История музея

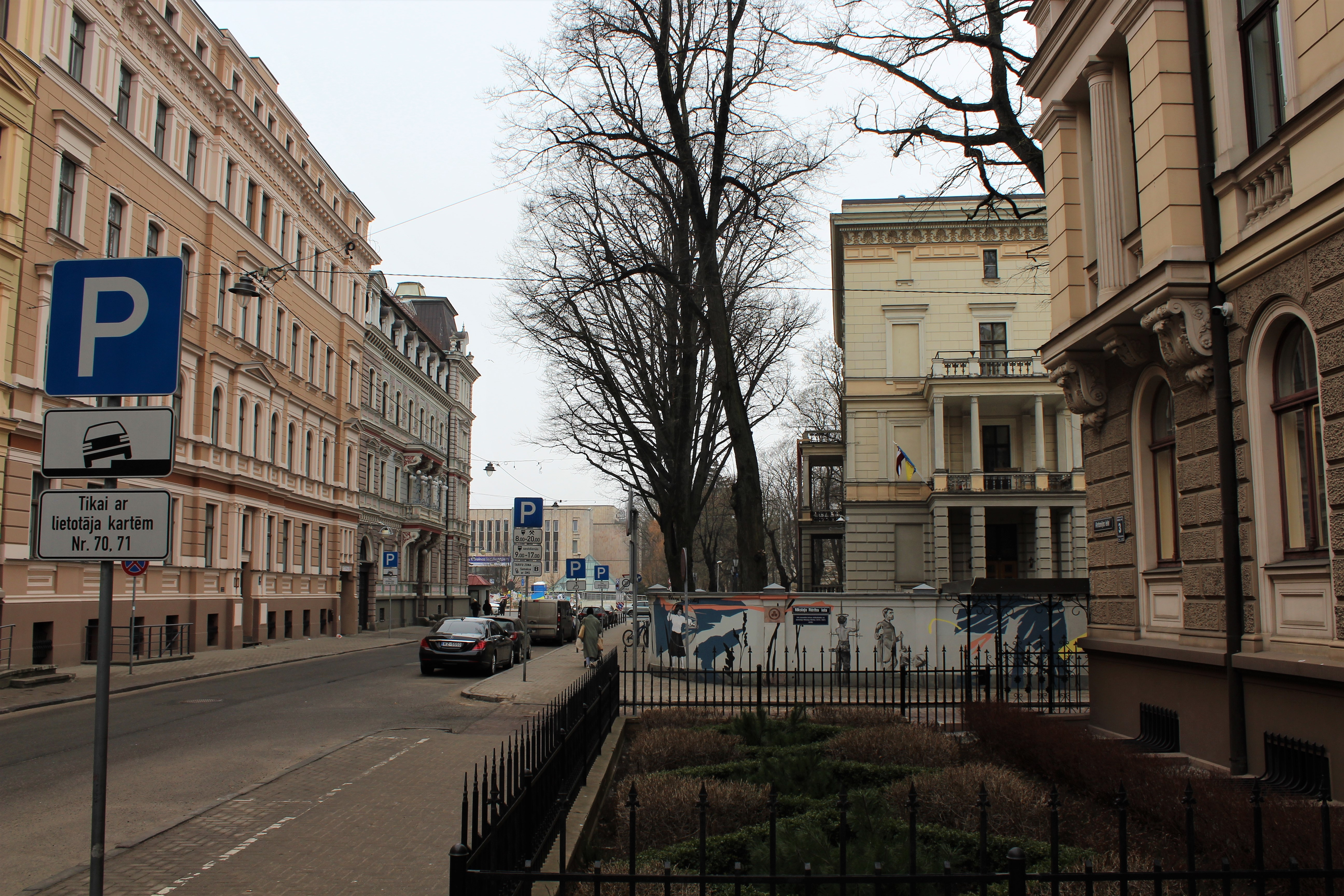
Музей истории медицины. Вид со стороны улицы Николая Рериха

Фрагмент здание музея

Основу музея составил дар профессора Паула Страдыньша (1896—1958). Идея создать музей истории медицины появилась у профессора Страдыньша в 30-е годы XX века, когда его личная коллекция медицинских экспонатов приобрела известность среди коллег. Профессор Страдыньш вместе с единомышленниками систематически создавал коллекцию наглядных пособий для студентов-медиков и специалистов. Первоначально в коллекции музея наиболее широко были представлены хирургия и онкология — специальности самого профессора.
Музей был основан 1 октября 1957 года. В первой половине 1961 года, коллекция размещена в здании на улице Леона Паэгле (ныне Антонияс) дом 1. Музей открыт для посетителей 20 июля 1961 года.
После кончины П. И. Страдыня его дело продолжил друг, академик Пётр Яковлевич Герке, возглавивший Учёный совет музея.
Филиал — Музей фармакологии был создан на основе личных коллекций историка Дависа Блюменталя и фармацевта Яниса Майзите.

## Экспонаты музея
В музее насчитывается более 203 тысяч единиц хранения. Собрание музея непрерывно пополняется.